# DISCOVERY (ゲームブランド)
DISCOVERY（ディスカバリー）は、かつて存在した株式会社セブンエイトのアダルトゲームブランドである。

## 概要
1991年に有限会社ディスクのブランドとして始動したが、有限会社ディスクは1995年に株式会社ゲオ販売に経営譲渡される。その後、1999年2月に株式会社セブンエイトに買収され、2000年に活動を再開した。2000年以降のブランドのロゴには「REBORN from 2000」という文字が書かれている。
2000年の再始動後は『人妻×人妻（つまつま）』シリーズや『人妻戦隊アイサイガー』シリーズなど人妻をテーマにしたゲームの開発チームと、『ぎゃくたま』シリーズなどの学園ものの開発チームの2ライン制が敷かれていた。
サブブランドであるディスカバリーマーズは、野心的な作品を作るために設立された。なお、有限会社ディスクは他にブランド「FRONTIER」を保有していた。株式会社ゲオ販売からは1996年にスタッフが独立し、有限会社エッジ（ゲオ販売が保有していたブランドBLACK PACKAGEのスタッフが独立。）及び有限会社STUDiO B-ROOMが設立している。
2009年8月27日にブランドの閉鎖が公式ホームページにて発表され、同年9月14日にホームページが閉鎖された。

## 作品一覧
DISCOVERY（有限会社ディスク時代） - 1991年〜1995年
- 1991年7月20日 - Sweet Emotion
- 1991年12月10日 - MIRAGE
  - 1994年3月9日 - MIRAGE2 〜トリー×ニート×ローンの大冒険〜
- 1992年12月19日 - RED
- 1993年5月14日 - チャクラ
- 1995年2月28日 - ヴァルキリー
- 1995年9月29日 - マリン・ルージュ

GEO / DISCOVERY（株式会社ゲオ販売時代） - 1995年〜1999年
- 1996年6月1日 - スティアン・フォーチュアン 〜羅教の儀〜
- 1996年9月28日 - 魅惑の調書（Windows版。DOS版はBLACK PACKAGEが発売）
- 1996年10月25日 - マリン・ルージュ（Windows版）
- 1996年12月6日 - 殻の中の小鳥（Windows版。DOS版はBLACK PACKAGEが、続編・リメイクはSTUDiO B-ROOMが発売）
- 1996年12月13日 - 淫従の堕天使 〜Requiem for Fallen Angel〜（DOS版）
  - 1997年7月25日 - 淫従の堕天使 〜Requiem for Fallen Angel〜（Windows版）
- 1999年4月28日 - Mirage Special Box

DISCOVERY（REBORN from 2000） - 2000年〜2009年
- 2000年2月25日 - 月夜の瞳は紅に
- 2000年10月27日 - 人妻×人妻 〜ここは人妻ぱらだいす!〜
  - 2001年6月29日 - 人妻×人妻 〜ここは人妻ぱらだいす!〜 録りおろし!
  - 2001年7月19日 - 人妻×人妻2 〜もっと!人妻ぱらだいす〜
  - 2002年5月3日 - 人妻×人妻1.5 〜ここは新妻ぱらだいす!〜
  - 2003年3月20日 - 人妻×人妻3 〜ここは人妻まーけっと!〜
  - 2004年10月29日 - 人妻×人妻4 〜ここは人妻フィットネス〜
  - 2006年6月23日 - 人妻×人妻ADV 〜人妻温泉繁盛記〜
  - 2007年8月31日 - 人妻×人妻すぺしゃるBOX（人妻×人妻1〜3に加え、「人妻×人妻3.5 〜湊とはぴらぶハネムーン!〜」が収録されている）
  - 2008年6月27日 - 人妻×人妻3.5 〜湊とはぴらぶハネムーン!〜（単独販売）
  - 発売中止 - 人妻×人妻5 〜ここは人妻商店街!〜
- 2000年11月2日 - ツインズラプソディ 〜替玉恋愛狂想曲〜
  - 2001年11月16日 - Twins2 -恋愛未満-
- 2002年8月23日 - DISCOVERY CLIMAX 2001（Hシーン集）
- 2002年8月30日 - ぎゃくたま
  - 2005年7月22日 - ぎゃくたま2
  - 2007年4月27日 - ぎゃくたま+ぎゃくたま2
- 2003年7月4日 モノグラフ 〜遠い約束〜
- 2004年6月4日 - 小雪の朱 〜コユキノアカ〜
- 2005年11月4日 - 人妻戦隊アイサイガー
  - 2007年2月23日 - 人妻戦隊アイサイガーPOWERED
  - 2008年5月30日 - 人妻戦隊アイサイガーFLASH
  - 2008年10月31日 - 人妻戦隊アイサイガー ぱいぱいポン! 〜地球のピンチだ、宇宙人妻魔女襲来!〜

ディスカバリーマーズ - 2003年〜2009年
- 2003年10月31日 - こすままにあ
- 2004年4月2日 - 猥免教官 -仲達泰蔵-
- 2007年6月29日 - 乳いぢめ -爆乳姉妹狂宴譚-
- 2009年1月30日 - 友達の母を犯すということ
- 2009年8月28日 - 寝取られ女教師 〜美幌先生○辱日誌〜

### 関連するブランド
FRONTIER - 1995年
有限会社ディスクのアダルトゲームブランド。
- 1995年4月28日 - RONDO
- 1995年8月25日 - FRONTIER

BLACK PACKAGE - 1995年〜1996年
有限会社エッジ設立前の作品（以降の作品はBLACK PACKAGEを参照）。
- 1995年12月8日 - 魅惑の調書（MS-DOS版）
- 1996年2月29日 - 殻の中の小鳥（MS-DOS版）

## 主なスタッフ
原画
- ガンちゃん
- サクライユウイチ

シナリオ
- はまちょ
- 古月拓海